# Pădurea Tismana-Pocruia
Pădurea Tismana-Pocruia este o arie protejată de interes național ce corespunde categoriei a IV-a IUCN (rezervație naturală de tip forestier și floristic), situată în județul Gorj, pe teritoriul administrativ al orașului Tismana.

## Descriere
Rezervația naturală cu o suprafață de 51,60 hectare a fost declarată arie protejată prin Legea Nr.5 din 6 martie 2000 (privind aprobarea Planului de amenajare a teritoriului național - Secțiunea a III-a - zone protejate) și reprezintă o zonă împădurită de interes floristic, cu rol de protecție pentru specia arboricolă de castan comestibil (Castanea sativa).